# Atomic Energy Act de 1954

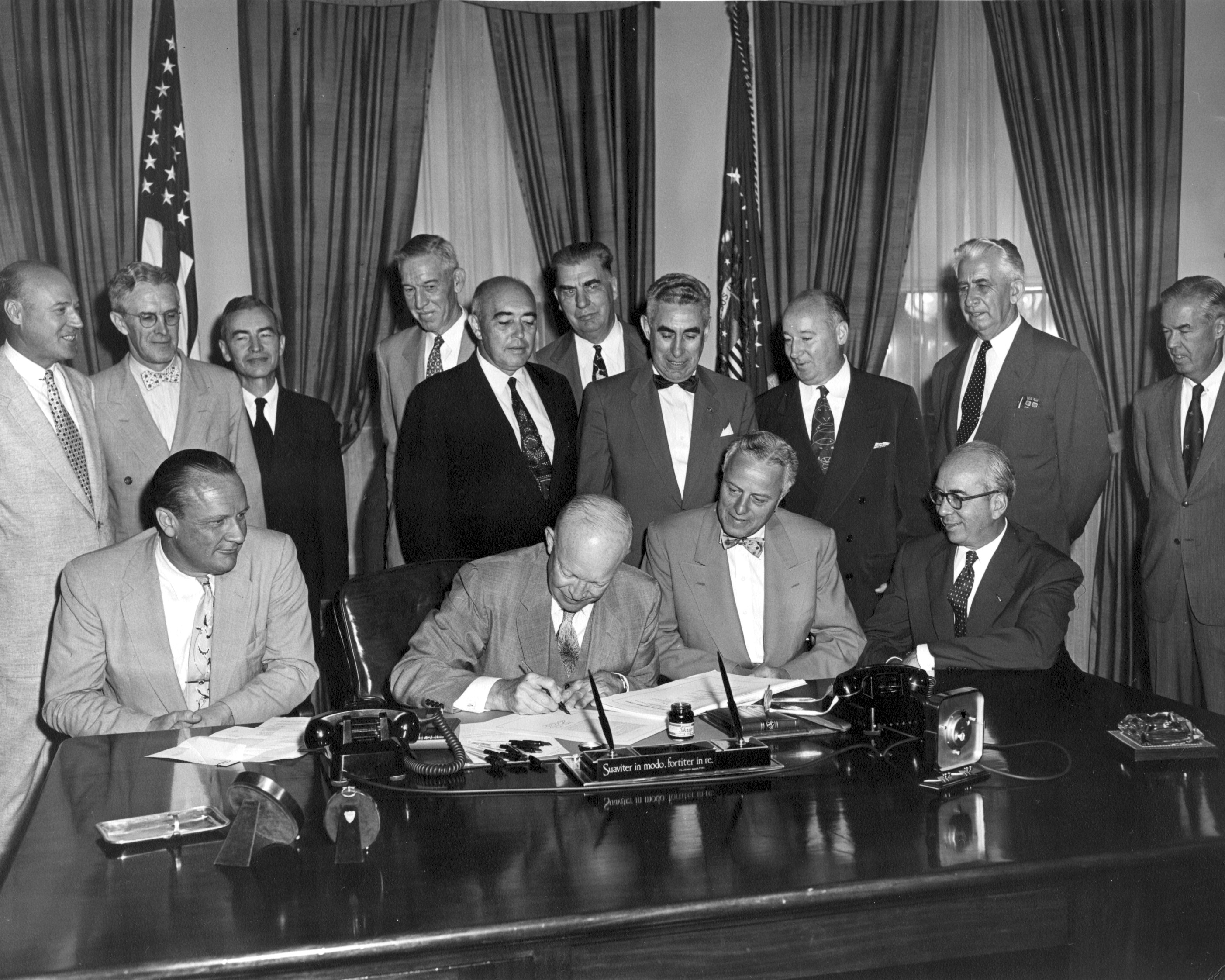
El presidente Eisenhower firma el proyecto de ley en una ceremonia oficial.

La Atomic Energy Act de 1954, 42 U.S.C. § 2011 et seq., es una ley federal de Estados Unidos que según la Nuclear Regulatory Commission (Autoridad Regulatoria Nuclear), es "la ley fundamental de Estados Unidos tanto en cuanto a los usos civiles y militares de los materiales nucleares." La misma cubre las leyes en lo que respecta al desarrollo, regulación, y gestión de materiales nucleares y complejos industriales nucleares en Estados Unidos.
Modificó a la Atomic Energy Act de 1946 y refinó de manera considerable ciertos aspectos de la ley, incluido un apoyo muy significativo para posibilitar el desarrollo de una industria nuclear civil. En particular hizo posible que el gobierno permitiera a empresas privadas acceder a información técnica (Restricted Data) sobre la producción de energía nuclear y la producción de materiales físiles, permitiendo mayor intercambio de información con otras naciones mediante el programa de Eisenhower Átomos para la Paz, y revirtió ciertas limitaciones de la ley de 1946 que habían hecho imposible patentar processos para generar energía nuclear o materiales físiles.